# Gymnangium birostratum
Gymnangium birostratum är en nässeldjursart som först beskrevs av V.S. Bale 1914.  Gymnangium birostratum ingår i släktet Gymnangium och familjen Aglaopheniidae. Inga underarter finns listade i Catalogue of Life.